# Aketi
Aketi este un oraș în  provincia Haut-Congo, Republica Democrată Congo. În 2012 avea o populație de 41 913 de locuitori, iar în 2004 avea 35 486.